# Nenad
Nenad (kyrillisch: Ненад) ist ein serbokroatischer männlicher Vorname. Er findet auch als Familienname Verwendung.

## Bedeutung
Der Name Nenad bedeutet auf Deutsch „der Überraschende / mit dem man nicht rechnet“, „der Plötzliche“.

## Namensträger

### Vorname
- Nenad Bjelica (* 1971), kroatischer Fußballspieler und -trainer
- Nenad Bogdanović (1954–2007), serbischer Politiker
- Nenad Čanak (* 1959), serbischer Politiker
- Nenad Čanak (Basketballspieler) (* 1976), serbischer Basketballspieler
- Nenad Djapic (* 1948), deutscher Filmregisseur und Autor
- Nenad Đorđević (* 1979), serbischer Fußballspieler
- Nenad Kljaić (* 1966), kroatischer Handballspieler und -trainer
- Nenad Kralj (* 1957), deutscher Facharzt und Hochschullehrer
- Nenad Kovačević (* 1980), serbischer Fußballspieler
- Nenad Krstić (* 1983), serbischer Basketballspieler
- Nenad Lalović (* 1958), serbischer Sportfunktionär
- Nenad Lucic (* 1974), deutscher Schauspieler
- Nenad Medić (* 1983), serbisch-kanadischer Pokerspieler
- Nenad Milijaš (* 1983), serbischer Fußballspieler
- Nenad Peruničić (* 1971), montenegrinisch-deutscher Handballspieler
- Nenad Petrović (1907–1989), jugoslawischer Schachkomponist
- Nenad Puljezević (* 1973), serbisch-ungarischer Handballspieler
- Nenad Škrapec (* 1982), kroatischer Eishockeytorwart
- Nenad Šulava (1962–2019), kroatischer Schachspieler
- Nenad Veličković (* 1962), bosnischer Schriftsteller und Literaturwissenschaftler
- Nenad Vučković (* 1980), serbischer Handballspieler
- Nenad Zimonjić (* 1976), serbischer Tennisspieler

### Familienname
- Jovan Nenad († 1527/1528), serbischer Anführer